# Morreste-me
Morreste-me é uma pequena ficção do escritor português José Luís Peixoto, publicada integralmente, pela primeira vez, em edição de autor em 2000, em que este retrata a morte e as recordações que tem do pai. 
No decurso do luto que fez pela morte do seu pai, José Luís Peixoto escreveu uma novela que veio a ser publicada no DN Jovem. Posteriormente aumentou o texto, introduzindo novos capítulos, o que deu origem à edição de autor, no ano 2000. Esta teve 500 exemplares.
Esta obra foi classificada como um dos 10 livros portugueses da primeira década do século XXI.

## Traduções
- Bélgica- La Mort du Père. Tradução: Marie-Claire Vromans. I.C.B. 2002
- Espanha- Te me moriste. Tradução: Antonio Saez Delgado. E.R.E.2004
- Croacia-  Umro si me. Tradução: Dean Trdak. 2004
- Índia- "तुम छोड़ गए". Tradução: Rahul Khari and Anil Yadav. 2017
- Itália- Questa Terra ora Crudele. Tradução: Giulia Lanciani. La Nuova Frontiera. 2005
- Catalunha- Te’m morires. Tradução: Antoni Xumet Rosselló. El Gall. 2006
- United Kingdom - You died on me. Tradução: Phill Jourdan. Warwick University Review. 2010
- França - La Mort du Père. Tradução: François Rosso. Grasset 2013
- Brasil - Morreste-me. Dublinense. 2015.